# Xã Hilton, Quận Iowa, Iowa
Xã Hilton (tiếng Anh: Hilton Township) là một xã thuộc quận Iowa, tiểu bang Iowa, Hoa Kỳ. Năm 2010, dân số của xã này là 717 người.